# جائحة إنفلونزا الخنازير 2009
جائحة إنفلونزا الخنازير 2009 H1N1 (يشار إليه «وباء إنفلونزا الخنازير 2009») هي جائحة إنفلونزا تسببها سلالة فيروس إنفلونزا جديدة تصيب البشر. اُكتُشف هذا الفيروس الجديد لأول مرة لدى البشر في المكسيك في أبريل 2009. ينتشر هذا الفيروس من شخص لأخر على نطاق عالمي، بنفس الطريقة التي تنتشر بها الإنفلونزا الموسمية العادية. يوم 11 يونيو 2009، أعلنت منظمة الصحة العالمية عن ظهور وباء H1N1 2009.
كان يشار إلى الفيروس باسم «إنفلونزا الخنازير» لأن الفحوصات المخبرية أظهرت أن العديد من الجينات في هذا الفيروس الجديد مشابهة لحد بعيد لجينات فيروسات الإنفلونزا التي تصيب عادة الخنازير في أمريكا الشمالية. ولكن دراسة أخرى قد أظهرت أن هذا الفيروس الجديد يختلف كثيرا عن الفيروسات السائدة لدى الخنازير في أمريكا الشمالية. فهذه الفيروسات تمتلك زوجين من جينات فيروسات الإنفلونزا الخنازير المنتشرة في أوروبا وآسيا كما أحتوت هذه الفيروسات على جينات من أنفلونزا الطيور والإنفلونزا البشرية يطلق العلماء على هذا المزيج اسم «فايروس رباعي المتفارزة» (بالإنجليزية: quadruple reassortant)‏.
في شهر يونيو 2012 تم نشر تقديرات مأكدة عبر دراسة من قبل مجموعة من الدكاترة والباحثين والهيئات تعلن فيها عن وفاة 000 280 شخص: منهم 200 201 حالة وفاة جراء أسباب تنفسية، و 300 83 حالة وفاة جراء أمراض القلب والأوعية الدموية، وذلك في السنة الأولى بعد الوباء.
بينما أعلنت منظمة الصحة العالمية في 4 يونيو 2010 عن وفاة 138 18 شخص جراء الوباء الذي انتشر في كل قارات العالم، وجائت إحصائيتها كالأتي:
- المكتب الإقليمي لمنظمة الصحة العالمية في أفريقيا: 168 حالة وفاة.
- المكتب الإقليمي لمنظمة الصحة العالمية في الأمريكيتين: 8410 حالة وفاة على الأقل.
- المكتب الإقليمي لمنظمة الصحة العالمية في شرق المتوسط: 1019 حالة وفاة.
- المكتب الإقليمي لمنظمة الصحة العالمية في أوروبا: 4878 حالة وفاة على الأقل.
- المكتب الإقليمي لمنظمة الصحة العالمية في جنوب شرق آسيا: 1825 حالة وفاة.
- المكتب الإقليمي لمنظمة الصحة العالمية في غرب المحيط الهادئ: 1837 حالة وفاة.
- المجموع : 138 18 حالة وفاة على الأقل.

أصيبت بعض الشخصيات الدولية بالعدوى لكن لم تنتج عنها أية وفاة، وأصيب كل من:
- الرئيس الكوستاريكي أوسكار آرياس سانشيز.[7]
- الممثلة التركية موجغان غونول.[8]
- الرئيس الكولومبي ألفارو أوريبي بيليث.[9]
- الممثل البريطاني روبرت غرينت.[10]
- عدة لاعبين من الفريق الفرنسي للرجبي برباريان فرانسيه منهم اللاعب جريجوري لامبوليه.[11]

## تاريخ الفيروس
إن النوع H1N1 من فيروس إنفلونزا الخنازير هو سليل لفيروس الإنفلونزا الإسبانية الذي حصد ما بين 20 - 100 مليون إنسان ما بين عامي 1918م و1920 م عقب الحرب العالمية الأولى، يعتبر فيروس الإنفلونزا أ ذو النوع (H1N1) من أكثر الفيروسات صعوبة في دراسته لكونه يتمتع بقدرة تغير سريع هرباً من تكوين أضداد له في الأجسام التي يستهدفها، يقوم الفيروس بتحوير نفسه بشكل طفيف كل عامين إلى ثلاثة أعوام، وعندما تبدأ الأجسام التي يستهدفها بتكوين مناعة نحوه ونحو تحويراته الطفيفة؛ يقوم فيروس انفلونزا الخنازير بعمل تحوير كبير يمكنه من الهرب من جهاز المناعة مسبباً حدوث جائحة تجتاح العالم كل عدة سنوات.
حتى في وقت وباء الإنفلونزا الإسبانية، كانت الهجمة الأولى من العدوى طفيفة في حين كانت الهجمة الثانية قاتلة وجد خطيرة.

## الإصابة

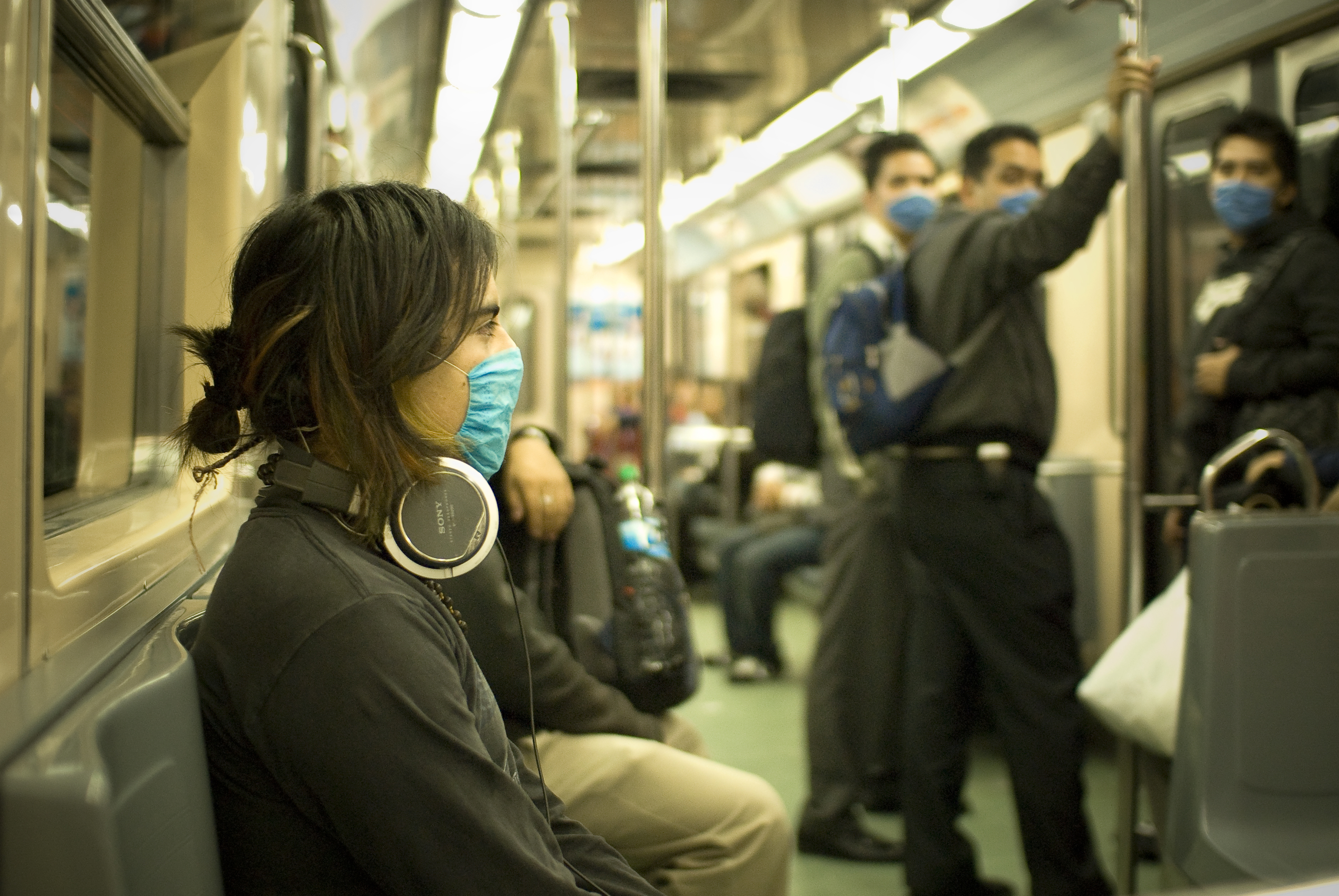
مسافرو القطار في المكسيك يلبسون أقنعة واقية

تصيب فيروسات إنفلونزا الخنازير البشر حين يحدث اتصال بين الناس والخنازير المصابة. وتحدث العدوى أيضا حين تنتقل أشياء ملوثة من الناس إلى الخنازير يمكن أن تصاب الخنازير بإنفلونزا البشر أو إنفلونزا الطيور وعندما تصيب فيروسات إنفلونزا من أنواع مختلفة الخنازير يمكن أن تختلط داخل الخنزير وتظهر فيروسات خليطة جديدة.
ويمكن أن تنقل الخنازير الفيروسات المحورة مرة أخرى إلى البشر ويمكن أن تنقل من شخص لآخر، ويعتقد أن الانتقال بين البشر يحدث بنفس طريقة الإنفلونزا الموسمية عن طريق ملامسة شيء ما به فيروسات إنفلونزا ثم لمس الفم أو الأنف ومن خلال السعال والعطس.

## أعراض
أعراض إنفلونزا الخنازير في البشر مماثلة لأعراض الإنفلونزا الموسمية وتتمثل في ارتفاع مفاجئ في درجة الحرارة وسعال وألم في العضلات وإجهاد شديد. ويبدو أن هذه السلالة الجديدة تسبب مزيدا من الإسهال والقيء.
- هناك لقاحات متوفرة تعطى للخنازير لتمنع إنفلونزا الخنازير، ولكن لا يوجد لقاح يحمي البشر من إنفلونزا الخنازير رغم أن مراكز السيطرة على المرض والوقاية الأميركية تضع صيغة لأحدها. وربما يساعد لقاح الإنفلونزا الموسمية في تقديم حماية جزئية ضد إنفلونزا الخنازير "أتش 3 أن 2"، لكن لا يوجد لفيروسات أتش 1 أن 1" مثل اللقاح المتداول حاليا.
- لا تنتقل العدوى للأشخاص من أكل لحم الخنزير أو منتجاته. ويقتل طهي لحم الخنزير داخل حرارة 71 درجة مئوية فيروس إنفلونزا الخنازير كما هو الحال مع بكتيريا وفيروسات أخرى.

## الوقاية
تفيد الإجراءات التالية من احتمالية انتقال العدوى من الحيوانات إلى البشر أو انتقالها بين البشر:
- غسل الأيدي بالماء والصابون عدة مرات في اليوم خاصة بعد التعامل مع الحيوانات.
- تجنب الاقتراب من الشخص المصاب بالمرض.
- ضرورة تغطية الأنف والفم بمناديل ورق عند السعال.
- أهمية استخدام كمامات على الأنف والفم لمنع انتشار الفيروس.
- تجنب لمس العين أو الأنف في حالة تلوث اليدين منعا لانتشار الجراثيم.
- يتم تشخيص الإصابة سريعاً بأخذ عينة من الأنف أو الحلق للتعرف على وجود فيروس أنفلونزا الخنازير.

العدوى لا تنتقل بالهواء (بالإنجليزية: air borne)‏و لكنها تنتقل بالرذاذ الناتج من العطس أو الكحة (بالإنجليزية: droplet infection)‏، لذا فالتعامل من بُعد متر هو الأنسب، الحالات المشتبه بها هم الأشخاص القادمون من دولة موبوءة أوالمخالطون لحالة مؤكدة وظهرت عليهم الأعراض، والأعراض المرضية هي بالضبط نفس أعراض الأنفلونزا الموسمية البشرية المعتادة من ارتفاع بالحرارة وآلام واحتقان الحلق وآلام عامة بالعضلات.

## العلاج
يمكن استخدام مثبطات إنزيم النوراميداز في علاج إنفلونزا الخنازير. وتشمل هذه الأدوية على أوسلتاميفير (تاميفلو) وزنانفير (ريلانزا). بينما يقاوم فيروس H1N1 المضادات الفايروسية الأخرى. وهناك مخاوف من أن يطور الفيروس مقاومة ضد العلاجات المتوفرة حالياً، ولهذا ينصح باستخدام الدواء لمن هم شديدي المرض أو يشكون من أمراض نقص المناعة.

## حقائق

حالات مؤكدة تبعها موت المريض
حالات مؤكدة
حالات غير مؤكدة

- تصيب فيروسات إنفلونزا الخنازير في العادة الخنازير وليس البشر. وتحدث معظم الحالات حين يقع اتصال بين الناس وخنازير مصابة أو حين تنتقل أشياء ملوثة من الناس إلى الخنازير.
- يمكن أن تصاب الخنازير بإنفلونزا البشر أو إنفلونزا الطيور. وعندما تصيب فيروسات إنفلونزا من أنواع مختلفة الخنازير يمكن أن تختلط داخل الخنزير وتظهر فيروسات خليطة جديدة.
- يمكن أن تنقل الخنازير الفيروسات المحورة مرة أخرى إلى البشر ويمكن أن تنقل من شخص لآخر. ويعتقد أن الانتقال بين البشر يحدث بنفس طريقة الإنفلونزا الموسمية عن طريق ملامسة شيء ما به فيروسات إنفلونزا ثم لمس الفم أو الأنف ومن خلال السعال والعطس.
- لا يوجد لقاح يحمي البشر من إنفلونزا الخنازير، إلا أن الخطوات نحو إنتاج لقاح مضاد أصبحت أسرع.[17]
- قامت مراكز مكافحة الأمراض واتقائها (CDC) فإنَّ باستخدم أسلوبٍ محسّنٍ لتحديد عدد الوفيات من وباء إنفلونزا الخنازير 2009، حيثُ أظهر وفاة ما بين 151,700 - 575,400 شخص في جميع أنحاء العالم بسبب الإصابة بفيروس إنفلونزا الخنازير وذلك خلال العام الأول لانتشار الفيروس. جاءت هذه الحسابات أعلى بحوالي 15 مرة من عدد الوفيات المؤكدة مخبريًا والتي أبلغت عنها منظمة الصحة العالمية، وكانت منظمة الصحة العالمية قد بأن التقارير الرسمية المؤكدة مخبريًا تقلل من العدد الفعلي لوفيات إنفلونزا الخنازير، وذلك لأنهُ لا تُجمع العينات التشخيصية دائمًا من الأشخاص الذين يموتون بالإنفلونزا، وأيضًا قد لا يكون الفيروس قابلًا للكشف عند وقت الوفاة. لذلك، وبسبب هذه التحديات، فإنهُ يُوصى باستخدام أساليبٍ مُحسنة لتقدير العبء الفعلي للمرض.[18]

## التسلسل الزمني
| الدولة                        | عدد الحالات المؤكدة تشمل الحالات المتوفاة | الوفيات |  |
| الجزائر                       | 2                                         | 0       |  |
| أنتيغوا وباربودا              | 2                                         | 0       |  |
| الأرجنتين                     | 1391                                      | 21      |  |
| أستراليا                      | 3280                                      | 3       |  |
| النمسا                        | 12                                        | 0       |  |
| جزر البهاما                   | 4                                         | 0       |  |
| البحرين                       | 15                                        | 0       |  |
| بنغلاديش                      | 1                                         | 0       |  |
| باربادوس                      | 10                                        | 0       |  |
| بلجيكا                        | 36                                        | 0       |  |
| برمودا                        | 1                                         | 0       |  |
| بوليفيا                       | 47                                        | 0       |  |
| البرازيل                      | 399                                       | 0       |  |
| جزر العذراء البريطانية        | 1                                         | 0       |  |
| بروناي                        | 11                                        | 0       |  |
| بلغاريا                       | 7                                         | 0       |  |
| كمبوديا                       | 5                                         | 0       |  |
| كندا                          | 6732                                      | 19      |  |
| الرأس الأخضر                  | 3                                         | 0       |  |
| جزر كايمان                    | 9                                         | 0       |  |
| تشيلي                         | 5186                                      | 7       |  |
| الصين                         | 1089                                      | 0       |  |
| كولومبيا                      | 72                                        | 2       |  |
| كوستاريكا                     | 222                                       | 1       |  |
| ساحل العاج                    | 2                                         | 0       |  |
| كوبا                          | 34                                        | 0       |  |
| قبرص                          | 9                                         | 0       |  |
| جمهورية التشيك                | 9                                         | 0       |  |
| الدنمارك                      | 41                                        | 0       |  |
| دومينيكا                      | 1                                         | 0       |  |
| جمهورية الدومينيكان           | 108                                       | 2       |  |
| الإكوادور                     | 125                                       | 0       |  |
| مصر                           | 43                                        | 3       |  |
| السلفادور                     | 160                                       | 0       |  |
| إستونيا                       | 8                                         | 0       |  |
| إثيوبيا                       | 2                                         | 0       |  |
| فيجي                          | 2                                         | 0       |  |
| فنلندا                        | 26                                        | 0       |  |
| فرنسا                         | 191                                       | 0       |  |
| تاهيتي                        | 1                                         | 0       |  |
| مارتينيك                      | 2                                         | 0       |  |
| ألمانيا                       | 333                                       | 0       |  |
| اليونان                       | 73                                        | 0       |  |
| غواتيمالا                     | 254                                       | 2       |  |
| هندوراس                       | 118                                       | 1       |  |
| المجر                         | 8                                         | 0       |  |
| آيسلندا                       | 4                                         | 0       |  |
| الهند                         | 64                                        | 0       |  |
| إندونيسيا                     | 2                                         | 0       |  |
| إيران                         | 1                                         | 0       |  |
| أيرلندا                       | 29                                        | 0       |  |
| إسرائيل                       | 405                                       | 0       |  |
| إيطاليا                       | 102                                       | 0       |  |
| جامايكا                       | 19                                        | 0       |  |
| اليابان                       | 1049                                      | 0       |  |
| الأردن                        | 15                                        | 0       |  |
| كوريا الجنوبية                | 142                                       | 0       |  |
| الكويت                        | 30                                        | 0       |  |
| لاوس                          | 3                                         | 0       |  |
| لاتفيا                        | 1                                         | 0       |  |
| لبنان                         | 25                                        | 0       |  |
| لوكسمبورغ                     | 3                                         | 0       |  |
| ماليزيا                       | 68                                        | 0       |  |
| المكسيك                       | 8279                                      | 116     |  |
| الجبل الأسود                  | 1                                         | 0       |  |
| المغرب                        | 11                                        | 0       |  |
| هولندا                        | 116                                       | 0       |  |
| كوراساو                       | 3                                         | 0       |  |
| سينت مارتن                    | 1                                         | 0       |  |
| نيوزيلندا                     | 453                                       | 0       |  |
| نيكاراغوا                     | 265                                       | 0       |  |
| النرويج                       | 22                                        | 0       |  |
| عمان                          | 3                                         | 0       |  |
| بنما                          | 354                                       | 0       |  |
| بابوا غينيا الجديدة           | 1                                         | 0       |  |
| باراغواي                      | 79                                        | 0       |  |
| بيرو                          | 121                                       | 0       |  |
| الفلبين                       | 445                                       | 0       |  |
| بولندا                        | 13                                        | 0       |  |
| البرتغال                      | 7                                         | 0       |  |
| قطر                           | 10                                        | 0       |  |
| رومانيا                       | 19                                        | 0       |  |
| روسيا                         | 3                                         | 0       |  |
| ساموا                         | 1                                         | 0       |  |
| السعودية                      | 48                                        | 12      |  |
| صربيا                         | 2                                         | 0       |  |
| سنغافورة                      | 315                                       | 0       |  |
| سلوفاكيا                      | 7                                         | 0       |  |
| سلوفينيا                      | 2                                         | 0       |  |
| جنوب إفريقيا                  | 1                                         | 0       |  |
| إسبانيا                       | 541                                       | 0       |  |
| سريلانكا                      | 7                                         | 0       |  |
| سورينام                       | 11                                        | 0       |  |
| السويد                        | 61                                        | 0       |  |
| سويسرا                        | 47                                        | 0       |  |
| تايلاند                       | 774                                       | 0       |  |
| ترينيداد وتوباغو              | 25                                        | 0       |  |
| تونس                          | 2                                         | 0       |  |
| تركيا                         | 26                                        | 0       |  |
| أوكرانيا                      | 1                                         | 0       |  |
| الإمارات العربية المتحدة      | 7                                         | 0       |  |
| المملكة المتحدة               | 3597                                      | 1       |  |
| غيرنزي                        | 3597                                      | 1       |  |
| جزيرة مان                     | 3597                                      | 1       |  |
| جيرزي                         | 3597                                      | 1       |  |
| الولايات المتحدة              | 21449                                     | 87      |  |
| الأوروغواي                    | 195                                       | 0       |  |
| فانواتو                       | 2                                         | 0       |  |
| فنزويلا                       | 153                                       | 0       |  |
| فيتنام                        | 63                                        | 0       |  |
| فلسطين                        | 9                                         | 0       |  |
| اليمن                         | 6                                         | 0       |  |
| المجموع                       | 59814                                     | 263     |  |
| رسم بياني لتطور أعداد الحالات |                                           |         |  |
|                               |                                           |         |  |

- فبراير 2009: إصابة عدة أشخاص في المكسيك بمرض تنفسي حاد غير معروف المنشأ، أدغار هيرناندز؛ البالغ من العمر 4 سنوات؛ كان أول الحالات المؤكدة الوفاة بسبب الإصابة بإنفلونزا الخنازير، لم يتم ربط وفاته بالمرض حتى واخر شهر مارس.
- 18 مارس 2009: الاشتباه بالإصابة بإنفلونزا الخنازير من نوع (H1N1) في المكسيك.
- 28 مارس 2009: ظهور أول حالات الإصابة بإنفلونزا الخنازير في كاليفورنيا في الولايات المتحدة.
- 30 مارس 2009: وفاة أول حالة من المرض المشبوه.
- 6 أبريل: السلطات الصحية المكسيكية تبحث في عدة حالات غير اعتيادية مصابة بذات الرئة وتقارير تشير إلى ظهور أكثر من 400 حالة مشابهة خلال الأسابيع الماضية.
- 13 أبريل: وفاة أول حالة مؤكدة التشخيص بإنفلونزا الخنازير في المكسيك.
- 16 أبريل: المكسيك تعلم منظمة الصحة العالمية بوجود وباء.
- 24 أبريل 2009 تم تأكيد إصابة 6 حالات في المكسيك و7 حالات في الولايات المتحدة.[21]
- 26 أبريل 2009: كندا تكتشف 4 حالات على أراضيها
- 27 أبريل 2009 منظمة الصحة العالمية تعلن وباء إنفلونزا الخنازير حالة من الدرجة الرابعة (على مقياس من 6 درجات) على مقياسها الخاص لرصد الجوائح من هذا النوع. (المرحلة الرابعة: خطر حدوث وباء بات قريباً إلا أنه غير مؤكد، أصبح المرض كافياً لحدوث وباء في مجتمع محلي.)
- 30 أبريل 2009: منظمة الصحة العالمية ترفع تحذير وباء إنفلونزا الخنازير إلى المرحلة الخامسة (المرحلة الخامسة: العدوى باتت منقولة من شخص إلى آخر وقد سببت لحدوث إصابات في بلدين مختلفتين موجدين في منطقة واحدة حسب توزيع المناطق المعتمد من منظمة الصحة العالمية.) ووفاة أول حالة في الولايات المتحدة جراء عدوى انفلونزا الخنازير بالتزامن مع تسجيل 91 حالة إصابة في الولايات المتحدة و 114 حالة حول العالم. طالبت وزارة الصحة السويسرية بتوخي الحذر الكامل في التعامل مع بيانات تفيد بالاشتباه بإصابة 25 شخصا بفيروس إنفلونزا الخنازير، حتى يتم التأكيد من تطور الحالات المحتجزة بالمستشفيات في عدة مدن.[22]
- 1 مايو 2009: تعلن منظمة الصحة العالمية عن أن مجموع المرضى وصل إلى 331 مصاب في 11 دولة.[23] كما تم تأكيد أول حالة مصابة في الدنمارك.[24] وفي المملكة المتحدة تم تأكيد أول حالتين لانتقال المرض من إنسان إلى آخر.[25] كما ترى منظمة الصحة العالمية أن لا يوجد داعي لمنع السفر للمناطق الموبوءة خاصة أن الأبحاث الأخيرة المبنية على وباء سارس وأوبئة الإنفلونزا تشير إلى أن منع السفر لن يحد من انتشار المرض.[26]
- 2 مايو 2009: ارتفع عدد الحالات المصابة عالمياً إلى 615 حالة موزعة على 15 دولة حسب إحصاءات منظمة الصحة العالمية، معظم هذا الارتفاع كان في المكسيك حيث زادت أعداد الحالات بواقع 241 حالة لتصل إلى 397 حالة مؤكدة من ضمنهم 16 وفاة. كما شهدت الولايات المتحدة ارتفاع عدد الحالات إلى 141 حالة وحالة وفاة واحدة. ويليهم في عدد الحالات كل من كندا (34 حالة) والمملكة المتحدة (13 حالة) وإسبانية (13 حالة).[27] قامت الصين بوقف الرحلات بين المكسيك وشنغهاي بعد إثبات حالة للإنفلونزا على أحد الرحلات القادمة إلى الصين.[28]
- 3 مايو 2009: ارتفع عدد الحالات المصابة عالمياً إلى 797 حالة موزعة على 17 دولة حسب إحصاءات منظمة الصحة العالمية، حيث ارتفعت الحالات في المكسيك إلى 506 حالة مؤكدة و 19 وفاة. كما شهدت الولايات المتحدة ارتفاع عدد الحالات إلى 160 حالة وحالة وفاة واحدة. ويليهم في عدد الحالات كل من كندا (70 حالة) والمملكة المتحدة (15 حالة) وإسبانية (13 حالة). كما ظهرت العدوى في كل من كوستا ريكا وإيرلندا[29]
- 4 مايو 2009: أعلنت 20 دولة رسمياً إصابة 985 حالة مؤكدة بإنفلونزا الخنازير، تقع أكثر من نصف الحالات (590 حالة و 25 وفاة) في المكسيك. كما ارتفعت أعداد الحالات المصابة في الولايات المتحدة إلى 226 حالة وحالة وفاة واحدة. ويليهم في عدد الحالات كل من كندا (85 حالة) والمملكة المتحدة (15 حالة) وإسبانية (40 حالة) وألمانيا (8 حالات). كما ظهرت العدوى في كل من كولومبيا وإلسلفادور وإيطاليا[30]
- 5 مايو 2009: أعلنت 21 دولة رسمياً إصابة 1490 حالة مؤكدة بإنفلونزا الخنازير مع ارتفاع عدد حالات الوفاة إلى 31 حالة منها 29 في المكسيك وحالتين في الولايات المتحدة الأمريكية [31]، كما أنضمت البرتغال للدول المصابة بالفيروس بعد أن تم تأكيد حالة مصابة بإنفلونزا الخنازير.[32]
- 6 مايو 2009: ارتفعت أعداد الدول الموبوءة إلى 23 دولة بإصابة 1893 حالة مؤكدة بإنفلونزا الخنازير، كما أنضمت السويد وغواتيمالا للدول المصابة بالفيروس بعد أن تم تأكيد حالة مصابة بإنفلونزا الخنازير في كل منهما.[33]
- 7 مايو 2009: بولندا تعلن تشخيص أول حالة إصابة بفيروس انفلونزا الخنازير على أرضيها وارتقاع عدد حالات الإصابة في إسرائيل إلى 6 حالات.[34] كما ارتفعت أعداد الحالات المصابة لتصل إلى 2371 مصاحبة لارتفاع عدد الوفيات في المكسيك لتبلغ 42 حالة وفاة بينما بقيت أعداد الوفيات ثابتة في الولايات المتحدة عند حالتين مع ارتفاع عدد الحالات المصابة إلى 896.[35] وتم إصدار تقرير مشترك لمنظمة الصحة العالمية ومنظمة الأغذية والزراعة والمنظمة الدولية لصحة الحيوانات يبين أن لا خطر على الصحة العامة عند استهلاك منتجات الخنزير بعد أن يتم طبخها في درجات حرارة تتجاوز 70°م (160°ف) حيث أن درجات الحرارة المرتفعة تعطل الفيروس وتمنع العدوى.[36]
- 8 مايو 2009: ارتفعت أعداد الحالات الموبوءة إلى 2500 حالة مؤكدة في 25 دولة ووفاة 46 حالة، كما أنضمت البرازيل للدول المصابة بالفيروس بعد أن تم تأكيد أربعة حالات مصابة بإنفلونزا الخنازير.[37] كما هناك أنباء غير مؤكدة عن وفاة أمرأة مسنة في ألبرتا، كندا جراء إصابتها بعدوى إنفلونزا الخنازير، وإذا تم إثبات ذلك تكون هذه أول حالة وفاة في كندا بسبب إنفلونزا الخنازير.[38]
- 9 مايو 2009: ارتفعت أعداد الحالات الموبوءة بشكل كبير لتصل إلى 3440 حالة مؤكدة في 29 دولة ووفاة 48 حالة، وشهدت الولايات المتحدة ارتفاع حاد لعدد الحالات من 896 في يوم 8 مايو إلى 1639 في 9 مايو لتصبح الدولة الأكبر في عدد الحالات. انضمت الأرجنتين واليابان وبناما وأستراليا للدول المصابة بالفيروس.[39] وقد أعلن وزير الصحة الأسترالي عن إصابة أمرأة أسترالية بالعدوى خارج أستراليا وتماثلت للشفاء هناك ولكن يتم اتخاذ التدابير الوقائية لرصد العدوى مبكراً لكل من اختلط بالسيدة في الأيام الأخيرة بعد رجوعها لأستراليا.[40]
- 10 مايو 2009: تعلن منظمة الصحة العالمية عن اصابة 4379 حالة بالإنفلونزا من ضمنهم 49 وفاة في 29 دولة. وتواصل أعداد الحالات ارتفاعها في الولايات المتحدة إلى 2254 حالة. كما أعلنت كل من كوستا ريكا عن أول حالة وفاة [41] والولايات المتحدة عن ثالث حالة وفاة في سياتل، واشنطن.[42] وأعلنت كندا عن قرب إنتاج لقاح تجريبي خلال الأسابيع القليلة القادمة.[43] كما تم رصد أول حالتين بالإنفلونزا في النرويج وذكرت مديرية الصحة النرويجية أن إصابة الحالتين طفيفة ولم تستدع دخولهما المستشفى.[44]
- 11 مايو 2009: ازدادت أعداد الحالات المؤكدة لتصل إلى 4694 حالة مصابة و 53 وفاة في 30 دولة حسب إحصاءات منظمة الصحة العالمية.[45]
- 12 مايو 2009: ازدادت أعداد الحالات المؤكدة لتصل إلى 5251 حالة مصابة و 61 وفاة في حين لم يرتفع عدد الدول الموبوءة حسب إحصاءات منظمة الصحة العالمية.[46] كما أعلنت كل من كوبا وفنلندا وتايلند عن وجود حالات جديدة مؤكدة في أراضيها.[47][48][49]
- 13 مايو 2009: وصلت أعداد الحالات إلى 5728 حالة مؤكدة في 33 دولة و 61 حالة وفاة.[50]
- 14 مايو 2009: ارتفعت أعداد الحالات إلى 6497 حالة مؤكدة في 33 دولة، كما ارتفعت أعداد الوفيات إلى 65 حالة وفاة أثر وفاة أربعة أشخاص بالمكسيك.[51]
- 15 مايو 2009: ارتفعت أعداد الحالات إلى 7520 حالة مؤكدة في 34 دولة بانضمام بلجيكا للدول الموبوءة، كما ارتفعت أعداد الحالات بشكل كبير في الولايات المتحدة لتصل إلى 4289 حالة بارتفاع قدره 937 حالة مؤكدة.[52] كما هناك أنباء عن تأكيد حالة إصابة بالفيروس في كل من البيرو وماليزيا. كلتا الحالتين تلقى العدوى خارج موطنهما وأظهروا عوارض المرض بصورة معتدلة ولم تستلزم حالتهم الصحية دخول المستشفى.[53][54]
- 3 يونيو 2009: ارتفعت أعداد الحالات إلى 19,273 حالة مؤكدة في 66 دولة، كما ارتفعت أعداد الوفيات إلى 117 حالة وفاة، وذلك باعلان حالة في مصر وأخرى في السعودية.[55][56]' [57]'
- 11 يونيو 2009: منظمة الصحة العالمية ترفع مستوى الوباء إلى المرحلة السادسة ضمن مراحل الجوائح لمنظمة الصحة العالمية بعد انتشاره في 74 دولة. واعلنت المنظمة إنفلونزا الخنازير وباءً عالمياً مما يعتبر المرة الأولى منذ 41 عاماً.[58]
- 31 يناير 2010: ارتفعت أعداد الوفيات إلى 15174 حالة وفاة على الأٌقل.[59]

## إنفلونزا الخنازير في العالم العربي
وصل عدد الوفيات حتى 31 يناير 2010 في 22 دولة عربية إلى 1014 حالة وفاة حسب منظمة الصحة العالمية.

## وصلات خارجية
- موقع انفلوزا الخنازير
- حول فيروس أنفلونزا الخنازير علة موقع وسوعة الإعجاز العلمي في القرآن والسنة بتاريخ 5-5-2009
- 10أسئلة حول إنفلونزا الخنازير إسلام اون لاين الأحد. مايو. 3, 2009
- انفلونزا الخنازير

لم يتم العثور على روابط لمواقع التواصل الاجتماعي.